# Sommets entre les États-Unis et l'Union soviétique
Pendant la Seconde Guerre mondiale et la guerre froide, des sommets se sont tenus à de nombreuses reprises entre les États-Unis et l'Union soviétique. Les sujets à l'ordre du jour de ces sommets entre les dirigeants américains (le Président des États-Unis) et soviétiques (le secrétaire général du parti communiste de l'Union soviétique (PCUS), et parfois d'autres membres de la direction de l'état soviétique) ont couvert un large spectre, avec une place prépondérante donnée pendant la Seconde Guerre mondiale aux questions de conduite de la guerre et d'organisation du monde à son issue, puis de paix, de sécurité et de désarmement dans les années de la guerre froide .

## Conférences des Alliés de la Seconde Guerre mondiale (1943-1945)
| Date                            | Site                    | Président des États-Unis | Secrétaire général du PCUS ou premier ministre de l'URSS | Notes |
| ------------------------------- | ----------------------- | ------------------------ | -------------------------------------------------------- | --- |
| 28 novembre – 1er décembre 1943 | Téhéran, Iran           | Franklin D. Roosevelt    | Joseph Staline                                           | Autre participant, le premier ministre britannique Winston Churchill. Voir Conférence de Téhéran.                                                                  |
| 4 – 11 février 1945             | Yalta, Union soviétique | Franklin D. Roosevelt    | Joseph Staline                                           | Autre participant, le premier ministre britannique Winston Churchill. Première visite d'un Président des États-Unis en Union soviétique. Voir Conférence de Yalta. |
| 17 juillet – 2 août 1945        | Potsdam, Allemagne      | Harry S. Truman          | Joseph Staline                                           | Autres participants, les premiers ministres britanniques Winston Churchill puis Clement Attlee. Voir Conférence de Potsdam.                                        |

## Conférences de la guerre froide (1955-1991)
| Date                      | Site                                  | Président des États-Unis | Secrétaire général du PCUS ou premier ministre de l'URSS | Notes |
| ------------------------- | ------------------------------------- | ------------------------ | -------------------------------------------------------- | --- |
| 18 – 23 juillet 1955      | Genève, Suisse                        | Dwight D. Eisenhower     | Nikita Khrouchtchev et Boulganine                        | Autres participants, le premier ministre britannique Anthony Eden et le premier ministre français Edgar Faure. Voir Sommet de Genève (1955). |
| 15 – 27 septembre 1959    | Washington et Camp David, États-Unis, | Dwight D. Eisenhower     | Nikita Khrouchtchev                                      | Première visite d'un leader soviétique aux États-Unis. Khrouchtchev accepte de reporter son ultimatum à l'origine de la crise diplomatique qui conduira à la construction du mur de Berlin. |
| 16 – 17 mai 1960          | Paris, France                         | Dwight D. Eisenhower     | Nikita Khrouchtchev                                      | Autres participants, le premier ministre britannique Harold Macmillan et le président de la république française Charles de Gaulle. Khrouchtchev quitta le sommet en raison de l'incident de l'avion espion U2. |
| 3 – 4 juin 1961           | Vienne, Autriche                      | John F. Kennedy          | Nikita Khrouchtchev                                      | Discussions infructueuses sur le statut de Berlin et sur le désarmement. En revanche, accord pour poursuivre les discussions en vue d'un accord de neutralité du Laos. |
| 23 et 25 juin 1967        | Glassboro, NJ, États-Unis             | Lyndon B. Johnson        | Alexis Kossyguine                                        | Discussions sans parvenir à un accord sur le Proche-Orient (la guerre des Six Jours venait de se terminer) ni sur la guerre au Viêt Nam. Mais dans le domaine de l'armement un traité sera signé dans l'année sur la démilitarisation de l'espace. |
| 22 – 30 mai 1972          | Moscou, Union soviétique              | Richard Nixon            | Léonid Brejnev                                           | Signature du traité Salt I et du traité ABM, les premiers en matière de limitation des armements stratégiques signés par les deux Grands durant la guerre froide, et d'un accord visant à prévenir les incidents maritimes. |
| 18 – 25 juin 1973         | Washington, États-Unis                | Richard Nixon            | Léonid Brejnev                                           | Signature de l'accord relatif à la prévention de la guerre nucléaire. |
| 28 juin – 3 juillet 1974  | Moscou, Union soviétique              | Richard Nixon            | Léonid Brejnev                                           | Signature du Traité sur la limitation des essais souterrains d'armes nucléaires. |
| 23 – 24 novembre 1974     | Vladivostok, Union soviétique         | Gerald Ford              | Léonid Brejnev                                           | Progrès dans les négociations sur la limitation des armes stratégiques, constituant une étape vers le futur traité SALT II, échanges sur la Conférence sur la Sécurité et la Coopération en Europe et sur le Moyen-Orient. - Voir Sommet de Vladivostok sur le contrôle des armements |
| 30 juillet et 2 août 1975 | Helsinki, Finlande                    | Gerald Ford              | Léonid Brejnev                                           | Voir les Accords d'Helsinki et l'Organisation pour la sécurité et la coopération en Europe. |
| 15 – 18 juin 1979         | Vienne, Autriche                      | Jimmy Carter             | Léonid Brejnev                                           | Signature du traité Salt II résultant des négociations sur la limitation des armements stratégiques. |
| 19 – 21 novembre 1985     | Genève, Suisse                        | Ronald Reagan            | Mikhaïl Gorbatchev                                       | Première rencontre entre les deux dirigeants, six ans après le précédent sommet, marquée par un esprit de détente et de développement des échanges entre les deux Grands. Voir Sommet de Genève (1985) |
| 10 – 12 octobre 1986      | Reykjavik, Islande                    | Ronald Reagan            | Mikhaïl Gorbatchev                                       | Échec du sommet de Reykjavik avec l’Union soviétique sur le désarmement. |
| 7 – 10 décembre 1987      | Washington, États-Unis                | Ronald Reagan            | Mikhaïl Gorbatchev                                       | Signature du Traité sur les forces nucléaires à portée intermédiaire, mettant ainsi fin à la crise des euromissiles. |
| 29 mai – 1er juin 1988    | Moscou, Union soviétique              | Ronald Reagan            | Mikhaïl Gorbatchev                                       | Accord sur un retrait des troupes cubaines d'Angola et l'arrêt de l'aide soviétique à l'Angola dès que l'Afrique du Sud se serait retirée de la Namibie (sur des propositions mises au point par Chester Crocker). |
| 7 décembre 1988           | New York, États-Unis                  | Ronald Reagan            | Mikhaïl Gorbatchev                                       | Autre participant, le président élu des États-Unis George H. W. Bush. Gorbatchev dut quitter le sommet précipitamment en raison du tremblement de terre à Spitak en Arménie. Documents secrets sur le sommet . |
| 2 – 3 décembre 1989       | La Valette, Malte                     | George H. W. Bush        | Mikhaïl Gorbatchev                                       | Sommet informel, consacré à de longs échanges sur l'évolution de la situation du bloc communiste et des relations américano-soviétiques, marqué par un soutien fort de George Bush à la mise en œuvre de la Perestroïka. Annonce de la fin de la guerre froide. Voir Sommet de Malte |
| 30 mai – 3 juin 1990      | Washington, États-Unis                | George H. W. Bush        | Mikhaïl Gorbatchev                                       | Signature d'un accord bilatéral entre l'Union soviétique et les États-Unis concernant la réduction et la destruction des armes chimiques. Voir Accord de 1990 sur les armes chimiques |
| 9 septembre 1990          | Helsinki, Finlande                    | George H. W. Bush        | Mikhaïl Gorbatchev                                       | Les discussions ont porté principalement sur l'invasion du Koweït par l'Irak. |
| 19 novembre 1990          | Paris, France                         | George H. W. Bush        | Mikhaïl Gorbatchev                                       | Signature du Traité sur les forces conventionnelles en Europe. |
| 17 juillet 1991           | Londres, Grande-Bretagne              | George H. W. Bush        | Mikhaïl Gorbatchev                                       | Sommet tenu en marge du G7 (voir G8). |
| 30 – 31 juillet 1991      | Moscou, Union soviétique              | George H. W. Bush        | Mikhaïl Gorbatchev                                       | Signature du Traité de réduction des armes stratégiques START I. |
| 29 – 30 octobre 1991      | Madrid, Espagne                       | George H. W. Bush        | Mikhaïl Gorbatchev                                       | Sommet lié à la tenue de la conférence de Madrid de 1991, qui fut la première tentative de la communauté internationale pour engager un processus de paix au Proche-Orient, par le biais de négociations impliquant Israël et les pays arabes dont la Syrie, le Liban, la Jordanie et les Palestiniens. Le succès de la conférence fut de favoriser des discussions de paix qui conduisirent aux accords d'Oslo de 1993 et au traité de paix israélo-jordanien de 1994. |

## Galerie

Photos des sommets
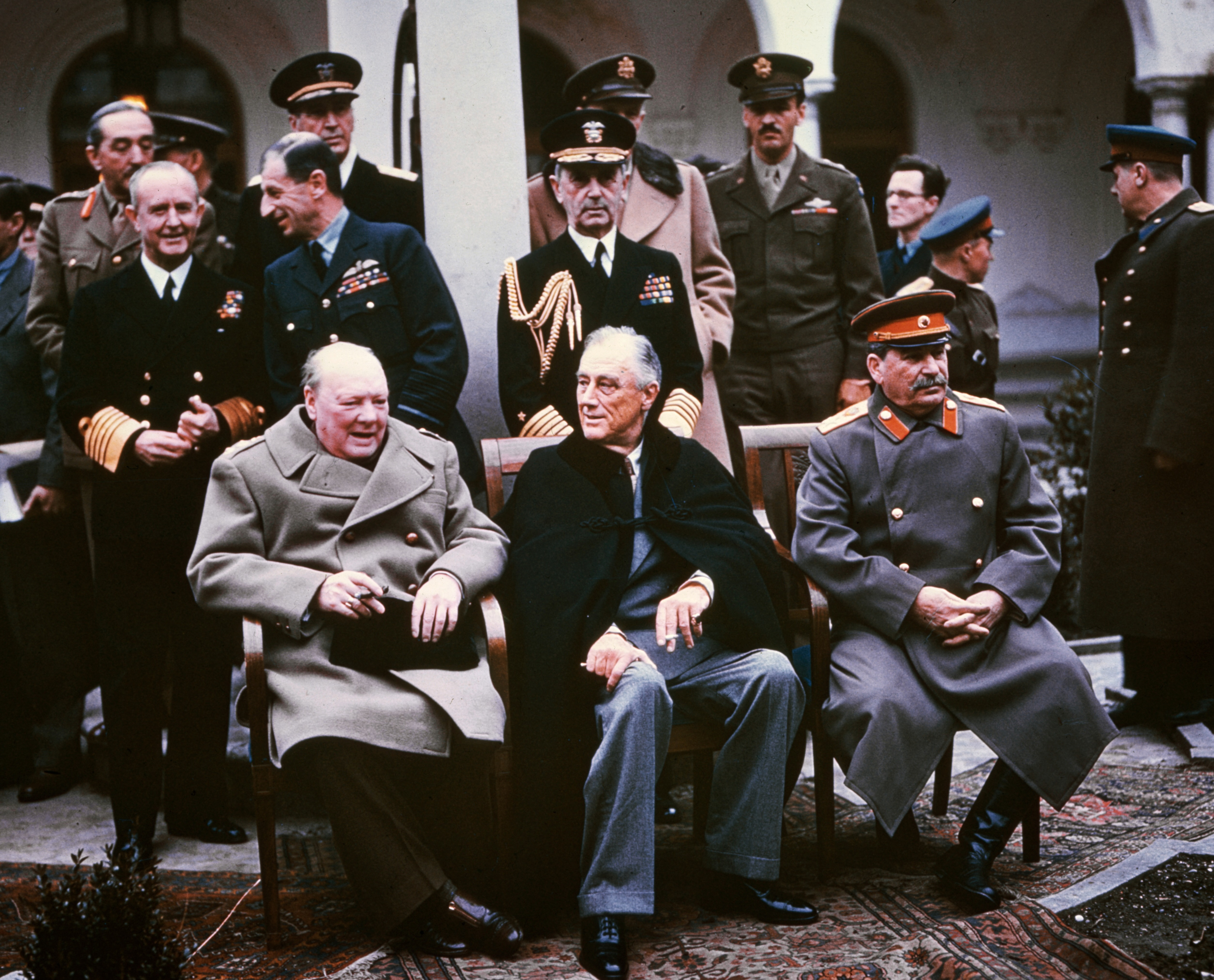
Les « Trois Grands » à la conférence de Yalta en février 1945, de gauche à droite, Winston Churchill, Franklin D. Roosevelt et Joseph Staline.
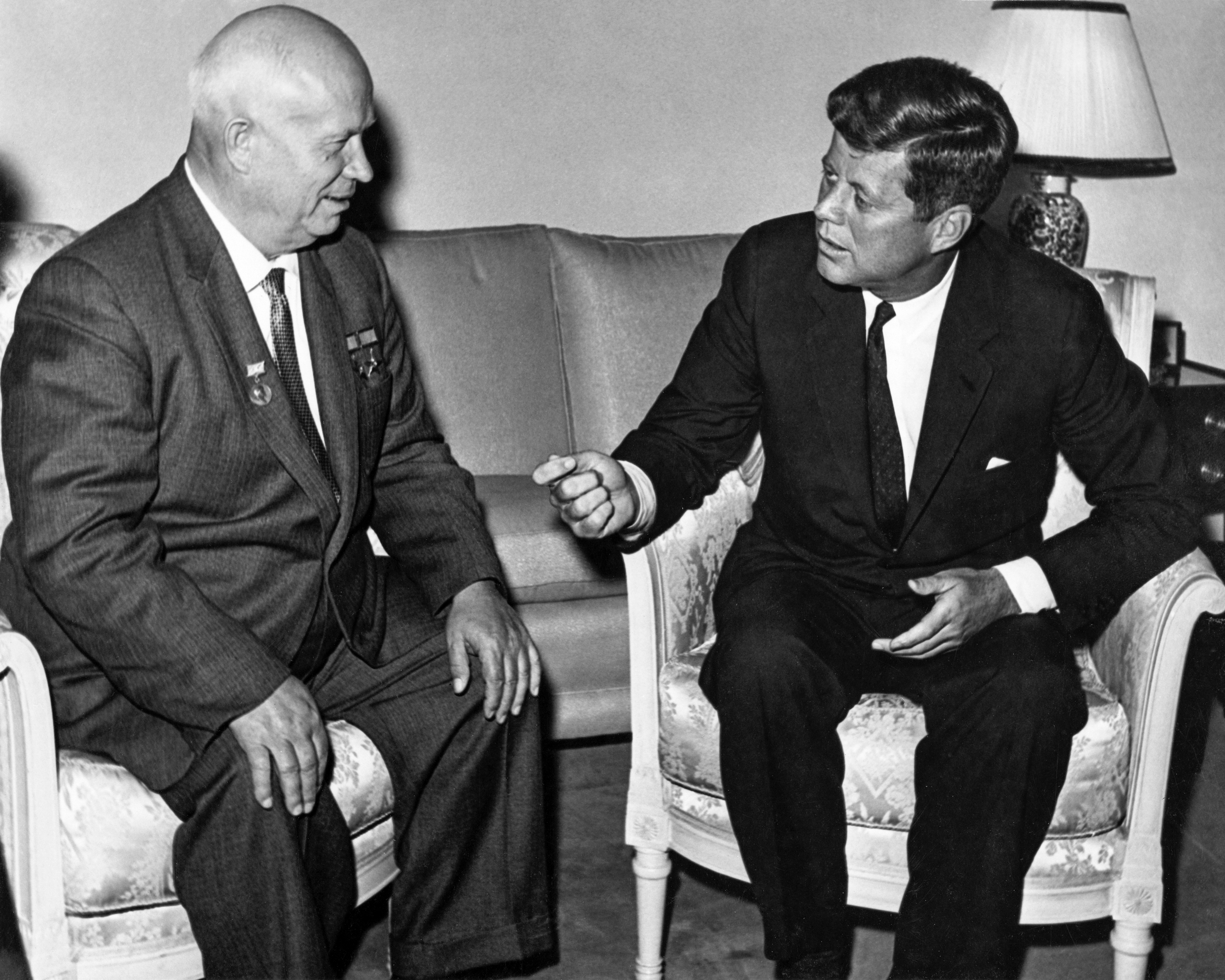
Nikita Khrouchtchev rencontre John F. Kennedy lors du sommet de Vienne en juin 1961.
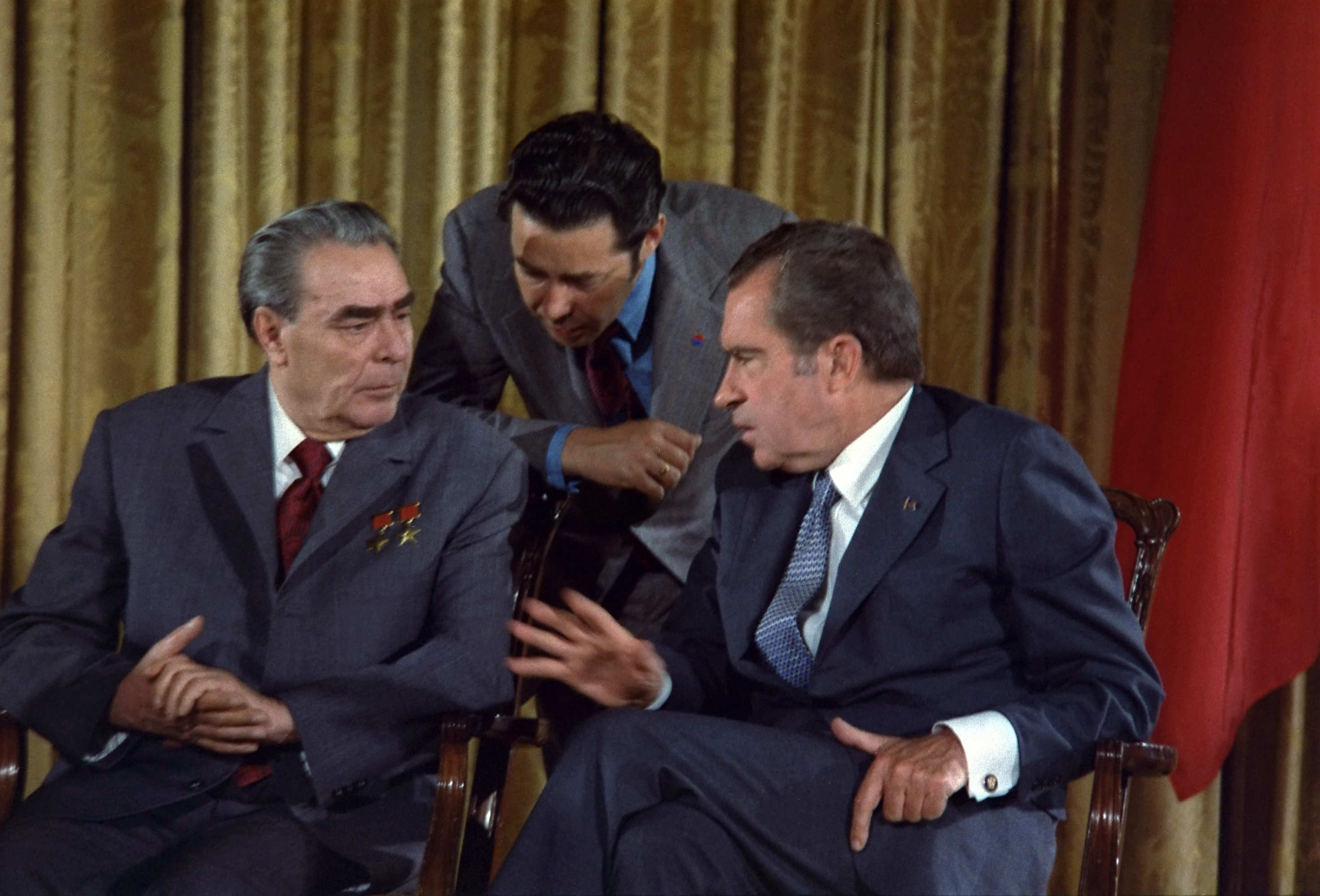
Léonid Brejnev rencontre Richard Nixon pendant la visite aux États-Unis du leader soviétique en 1973.
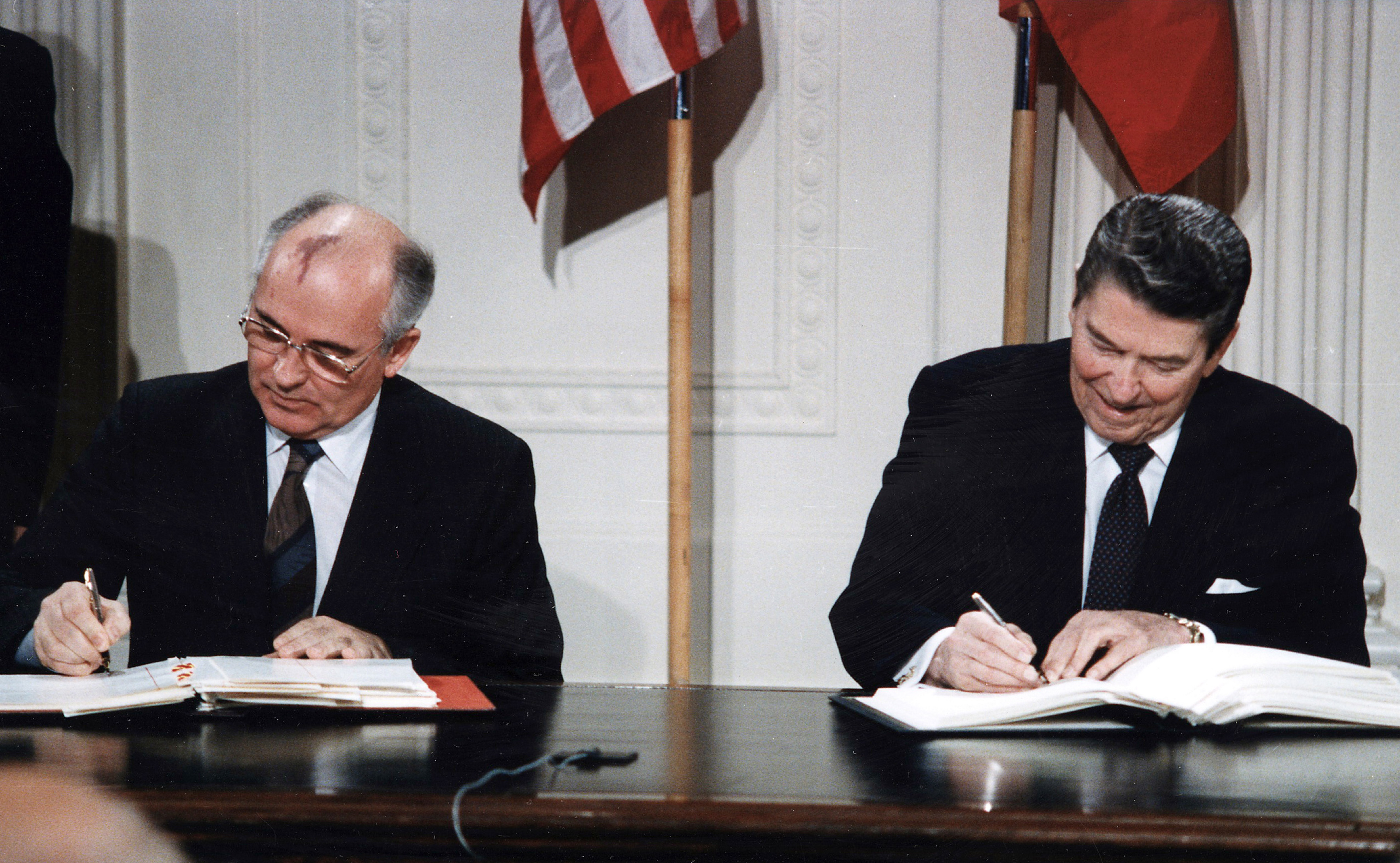
Mikhaïl Gorbatchev et Ronald Reagan signent le traité sur les forces nucléaires à portée intermédiaire à la Maison Blanche en décembre 1987.
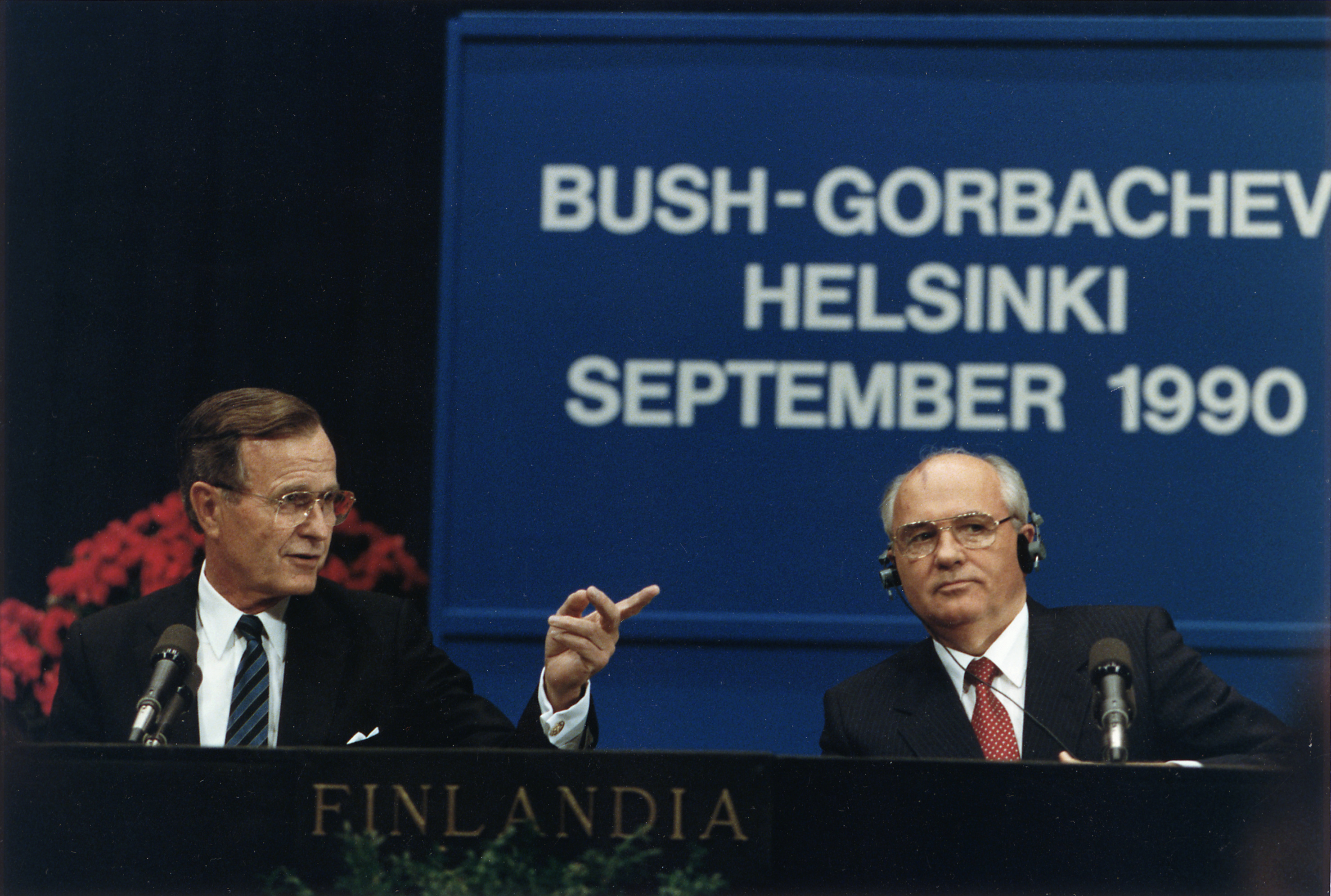
George H. W. Bush et Mikhaïl Gorbatchev au sommet d'Helsinki en 1990.